# Presse musicale internationale
Créée en 1986, Presse musicale internationale (PMI) est une association de critiques spécialisés dans la musique classique, issus de plusieurs continents.

## Missions
Née de la volonté de faire circuler l’information et de dynamiser les échanges entre des critiques musicaux venus de toutes les régions du monde, l'association, créée en 1986, notamment par Antoine Livio, suit de près l’actualité musicale, invitant chaque mois un interprète, un créateur, un metteur en scène, un directeur de salle, un musicologue à s’entretenir avec eux.
Elle s’efforce aussi de découvrir les jeunes talents, compositeurs ou interprètes, qui seront peut-être les grands noms de demain. Reconnue par les grandes institutions nationales et internationales, la PMI a ainsi fait partie de l’UNESCO et du Conseil international de la musique.
Elle décerne chaque année le « Prix Antoine Livio » distinguant une personnalité du monde musical dont l’activité a contribué à reconsidérer une œuvre, un compositeur ou une époque. Son siège est à Paris, où son bureau et son président se réunissent régulièrement.

## Membres
Parmi ses membres passés et actuels, on peut citer les journalistes et musicologues Gilles Cantagrel, Nicole Duault, Guy Erismann, Marcel Marnat, Brigitte Massin et Marc Vignal, ainsi que Jérémie Bigorie (Classica, Pianiste et ConcertoNet), Alain Boeuf (L'Humanité et Le Dauphiné libéré), Simon Corley (La Lettre du musicien et ConcertoNet), Florent Coudeyrat (ConcertoNet, ClassiqueNews, Altamusica et Les Trois Coups), Olivier Erouart (Accent 4), François Hudry (France Musique, Qobuz et la radio suisse Espace 2), Jean-Guillaume Lebrun (La Terrasse et Concertclassic), Olivier Le Guay-Olgan (La Tribune, Cadences et Webthéâtre), Michel Le Naour (Classica, Pianiste et Concertclassic), Stephen Mudge (Time Out, Opera News et BBC Music Magazine (en)), José Pons (Opéra Magazine et Olyrix), Marc Portehaut (Radio Fréquence protestante et Classicagenda), Gabrielé Sližyté (Muzikos barai (lt)) ,Didier Van Moere (Diapason, L'Avant-Scène Opéra et ConcertoNet), Philippe Verrièle (20 minutes, Danser et La Scène) ou Edith Walter (Radio Notre-Dame).

## Présidents successifs
- 1987-1988 : Albert de Sutter (Belgique)
- 1988-1991 : Gérard Verlinden (Pays-Bas)
- 1991-2001 : Antoine Livio (Suisse)[4]
- 2001-2005 : Philippe Thanh (France)[5]
- 2005-2006 : Anne Rodet (France)[6]
- 2006-2015 : Didier Van Moere (France)
- Depuis 2015 : Jean-Guillaume Lebrun (France)[7]

## Grand Prix Antoine Livio
- 1989 : Frans Brüggen
- 1990 : Gérard Mortier et José Van Dam
- 1991 : René Jacobs
- 1992 : Quatuor Arditti
- 1993 : Felicity Lott
- 1994 : Nikolaus Harnoncourt
- 1995 : Michel Plasson[8]
- 1996 : Robert Carsen
- 1997 : Dietrich Fischer-Dieskau
- 1998 : Sylvain Cambreling
- 1999 : Henri Dutilleux
- 2000 : Placido Domingo
- 2001 : Simon Rattle
- 2002 : René Koering
- 2003 : Laurence Equilbey
- 2004 : Gidon Kremer
- 2005 : Jean Nithart
- 2006 : Peter Eötvös
- 2007 : Louis Langrée
- 2008 : Eva-Maria Westbroek
- 2009 : Bruno Mantovani
- 2010 : Quatuor Belcea
- 2011 : Jean-Efflam Bavouzet
- 2012 : Leonardo García Alarcón
- 2013 : Alexander Raskatov
- 2014 : Pablo Heras-Casado
- 2015 : Quatuor Béla
- 2016 : Jean-Yves Ossonce
- 2017 : Dana Ciocarlie
- 2018 : François-Xavier Roth
- 2019 : Emiliano Gonzalez Toro[9]
- 2020 : non décerné en raison du Covid[9]
- 2021 : Bruno Messina[9],[10]
- 2022 : Les Frivolités parisiennes[11]
- 2023 : Sofi Jeannin[12]
- 2024 : Francesco Filidei[13]